# Ned Wynn
Pour les articles homonymes, voir Wynn (homonymie).
Ned Wynn est un acteur et scénariste américain né le 27 avril 1941 à New York (État de New York) et mort le 20 décembre 2020 près d'Healdsburg dans le comté de Sonoma en Californie.

## Biographie
Ned Wynn est le fils de l'acteur Keenan Wynn et petit-fils de l'acteur Ed Wynn.

### Mort
Ned Wynn est mort de la maladie de Parkinson le 20 décembre 2020 près d'Healdsburg dans le comté de Sonoma en Californie.

## Filmographie

### comme acteur
- 1960 : Le Dingue du palace (The Bellboy) de Jerry Lewis : Bellhop
- 1961 : Monte là-d'ssus (The Absent Minded Professor) : Boy
- 1963 : Après lui, le déluge (Son of Flubber) de Robert Stevenson : Rutland Student Manager
- 1964 : Bikini Beach de William Asher : Beach boy
- 1964 : Jerry souffre-douleur (The Patsy) de Jerry Lewis : Band Member
- 1964 : Pajama Party : Pajama Boy
- 1965 : Beach Blanket Bingo : Beach boy
- 1965 : How to Stuff a Wild Bikini de William Asher : Beach Boy
- 1966 : La Diligence vers l'Ouest : Ike Plummer
- 1979 : Ça glisse... les filles ! (California Dreaming) de John D. Hancock : Earl Fescue
- 1982 : Un enfant de lumière (Don't Go to Sleep) (TV) : Paramedic

### comme scénariste
- 1979 : Ça glisse... les filles ! (California Dreaming) de John D. Hancock
- 1982 : Un enfant de lumière (Don't Go to Sleep) (TV)
- 1984 : Espionnes de charme (Velvet) (TV)
- 1999 : Par miracle (Holy Joe) (TV)